# Pražská myoskeletální škola
Pražská myoskeletální škola je rehabilitační přístup uznávaný pro svou funkční klinickou diagnostiku, pochopení anatomicko-fyziologických souvislostí těla a ucelený průběh rehabilitace. Provázala obory neurofyziologie, kineziologie, myoskeletální medicíny a léčebné rehabilitace. Spoluprací Vladimíra Jandy, Karla Lewita, Jana Jirouta, Františka Véleho a Václava Vojty začala česká rehabilitace získávat uznání v celém světě.

## Historie
Škola v 50. letech 20. století navázala na zakladatele české školy rehabilitace doc. Obrdu a prof. Starého a rozvíjela se zejména na Neurologické klinice akademika Hennera. Hledala metody léčby pro problémy tehdejší společnosti (poválečná epidemie poliomyelitidy, dětská mozková obrna, funkční problémy v oblasti pánve a páteře, problémy srdce a periferní cirkulace aj.). Škole nešlo o vytvoření centralizovaného institutu. Jejím protagonistům - většinou nestraníkům trpěným režimem - by ani nebylo dovoleno vytvořit centrum navštěvované z celého světa. Prof. Janda tak vypracoval koncepci léčebné rehabilitace včetně atestačních otázek jako přednosta Kliniky rehabilitačního lékařství Fakultní nemocnice Královské Vinohrady. Posléze škola přesáhla hranice ČSR a pořádala přednášky a školení lékařů v Německu, Francii, Anglii, USA, Kanadě, Austrálii, Bulharsku, Polsku i Rusku.

## Metodologie
V době, kdy se pacientům pomáhalo od bolesti převážně natahováním na trakční stoly, jednorázovou nárazovou manipulací, popř. operačními fixacemi obratlů, škola používala širokou paletu terapií - léčebnou tělesnou výchovu, postizometrickou relaxaci svalů, měkké techniky, manipulaci a mobilizaci kloubů, protažení fascií, posun hlubokých tkání, masáž, aplikaci suché jehly, přeučení nesprávných pohybových stereotypů aj. Jako první popsala zřetězenou funkci svalů při pohybu, rozdělila svaly na posturální a fázické s jejich tendencemi k tuhnutí resp. ochabování, popsala svalovou dysbalanci (tzv. "zkřížený syndrom"), ukázala na souvislost nestability nosných kloubů s bolestmi páteře aj.
Za účelem stanovení diagnózy škola používala především rozhovor s pacientem, klidovou a pohybovou aspekci a palpační vyhmatávání. Zobrazovacím metodám (RTG, CT, MRI) přisuzovala jejich význam, nicméně vlastní kineziologický rozbor jim nadřazovala.
"Když vím, že mám na pacienta půl hodiny, budu si s ním klidně dvacet minut jen povídat. Když ho chcete léčit, musíte přece vědět, co chcete léčit. Co říká? Jaká volí slova? Jak to popisuje...? Nejhorší je totiž dělat tuhle práci rutinně. Když nevíte, co máte dělat, budete jen dělat kouzla. A čarodějů v téhle branži je...!" 
K. Lewit, Dobřichovice, 2011
Za zásadní podmínku úspěchu škola považovala pacientovu spolupráci. Pro cvičení doporučovala vedle cviků na konkrétní problém i prvky jógy, Mc Kenzieho, Mensendieckové, Feldenkraise, Pilatese aj., nenárokovala si tak žádnou ‘vlastní metodu’. Známé jsou citace Sachse, Cyriaxe, Gaymanse, Greenmana, Maigneho, Kapanjiho aj. v knihách protagonistů školy, jimiž dokazovali osvědčenost a obecnou platnost svých postupů.
Dalšími spolupracovníky Pražské školy jsou např. Kabelíková, Vávrová, Krausová, Zbojan, Rychlíková, Mojžíšová aj.

## Významné publikace
- Manipulační léčba v rámci léčebné rehabilitace (K. Lewit, 1990)
- Základy kliniky funkčních /neparetických/ hybných poruch (Vl. Janda, 1982)
- Funkční svalový test (Vl. Janda, 1952)
- Goniometrie (Vl. Janda, D. Pavlů, 1993)
- Vyšetřování hybnosti (Vl. Janda, 1966)
- Bolesti v zádech. Protiklady, tendence a řešení (Vl. Janda, 1988)
- Funkce hybného systému (Vl. Janda, Z. Poláková, Fr. Véle, 1966)
- Rentgenová diagnostika diskopatií (J. Jirout, 1965)
- Kineziologie pro klinickou praxi (Fr. Véle, 1997)
- Hodnocení pohybové soustavy (Fr. Véle, D. Jandová, 1974)
- Cvičení a prevence civilizačních chorob (Véle, Čumpelík, Bortlíková, 1980)
- Manuální medicína (E. Rychlíková, 1985)